# Prosopocoilus biplagiatus
Prosopocoilus biplagiatus là một loài bọ cánh cứng trong họ Lucanidae.